# Kvalifikacija za Millstreet
Kvalifikacija za Millstreet (англ. Presélection for Millstreet; фр. Présélection pour Millstreet; укр. Передкваліфікація для Міллстріту) — пісенний конкурс, який проводився як передкваліфікаційний раунд перед Пісенним конкурсом Євробачення 1993. Конкурс був організований Європейською мовною спілкою (ЄМС) та телевізійною компанією Radiotelevizija Slovenija (RTVSLO) та відбувся 3 квітня 1993 року в TV SLO Studio 1 у місті Любляна, Словенія, проводився словенською телеведучою Тайдою Лекше.
Падіння комунізму в Європі та утворення нових держав після розпаду Чехословаччини, Радянського Союзу та Югославії привели до підвищення інтересу до участі в Пісенному конкурсі Євробачення на більшій території. Kvalifikacija za Millstreet була організована як одноразовий захід, щоб зменшити кількість країн, яким дозволено брати участь на Пісенному конкурсі Євробачення 1993, із запровадженою системою виключення для наступних конкурсів, що дозволяє новим країнам і тим, хто повертається, отримати участь у Євробаченні, замінюючи країни з найнижчими результатами на конкурсі попереднього року.
У конкурсі брало участь сім країн, жодна з яких раніше не брала участь у Пісенному конкурсі Євробачення. Три країни кваліфікувалися на Пісенний конкурс Євробачення 1993, який відбувся 15 травня в селищі Міллстріт, Ірландія. По одному члену журі від кожної з країн-учасниць голосували за кожну заявку, крім власної країни. Боснія і Герцеговина, Хорватія та Словенія стали трьома країнами, які кваліфікувалися на Євробачення 1993. Естонії, Угорщині, Румунії та Словаччині не вдалося кваліфікуватися на Євробачення, однак вони згодом дебютували на Пісенному конкурсі Євробачення 1994.

## Передісторія
Пісенний конкурс Євробачення — це міжнародний телевізійний пісенний конкурс, який щорічно організовує ЄМС. У ньому беруть участь переважно європейські країни. Спочатку, в 1956 році, в конкурсі брало участь сім країн-учасниць, однак він швидко почав розвиватися, оскільки все більше країн зацікавилися участю, і на початку 1990-х років понад 20 країн регулярно брали участь у цій щорічній події.
До 1992 року все більше країн почало виявляти інтерес до участі на Євробаченні. Це стало результатом революцій, що привели до падіння комуністичних режимів у країнах Центральної та Східної Європи наприкінці 1980-х і на початку 1990-х років та утворення нових держав через розпад Радянського Союзу та Югославії. Щоб задовольнити цей новий інтерес, ЄМС розширила максимальну кількість країн-учасниць для конкурсу 1993 року до двадцяти п'яти, із заявками від трьох нових країн, які приєдналися до двадцяти двох із двадцяти трьох країн, які брали участь у Пісенному конкурсі Євробачення 1992. Югославія не змогла взяти участь після того, як її мовник Югославське радіо та телебачення (ЮРТ) був розформований у 1992 році, а його правонаступники Радіо телебачення Сербії (РТС) і Радіо і телебачення Чорногорії (RTCG) були позбавлені можливості взяти участь через санкції проти Югославії в рамках Югославських війн.

## Організація
Kvalifikacija za Millstreet була організована як додатковий попередній раунд, у якому три найкращі країни цього раунду взяли участь у Євробаченні 1993 року. Спочатку захід планувалося провести в Порторожі,, однак зрештою він відбувся в Любляні (Словенія), де Едо Брзін був виконавчим продюсером, Петер Джуратовец — режисером, Йоже Спацал — дизайнером. Петар Угрін з Мойміром Сепе були спільними музичними керівниками та відповідали за керівництво Ревю-оркестром RTVSLO під час заходу. Також кожна країна могла призначити власного музичного керівника для диригування оркестром під час виступу.

## Країни-учасниці
Загалом мовники з чотирнадцяти країн заявили про свою зацікавленість в участі в першому кваліфікаційному раунді пісенного конкурсу Євробачення, включаючи мовників Білорусі, Чехії, Латвії, Литви, Росії та України. Однак у лютому 1993 року кількість країн-учасниць зменшилася до шести, а саме до заявок з Боснії і Герцеговини, Болгарії, Хорватії, Угорщини, Румунії та Словенії. Згодом Болгарія відмовилася від участі, однак Естонія та Словаччина приєдналися до конкурсу. В результаті, всього сім країн змагалися за три місця, що були доступні на конкурсі.
Трьома країнами, які отримали найбільшу кількість голосів і пройшли на Пісенний конкурс Євробачення 1993 року, були Словенія, Боснія і Герцеговина та Хорватія. Усі три країни раніше входили до складу Югославії та вже були представлені на конкурсі Євробачення від неї. Естонія, Угорщина, Румунія та Словаччина не змогли пройти через Kvalifikacija za Millstreet, однак вони дебютували на Євробаченні наступного року після запровадження системи виключення, що передбачало те, що країни з найнижчими результатами на конкурсі 1993 року були замінені новими країнами на Пісенному конкурсі Євробачення 1994.
     Пройшли на Пісенний конкурс Євробачення 1993
| № | Країна               | Виконавець     | Пісня                         | Переклад                              | Мова(и)                | Бали | Місце |
| - | -------------------- | -------------- | ----------------------------- | ------------------------------------- | ---------------------- | ---- | ----- |
| 1 | Боснія і Герцеговина | Fazla          | «Sva bol svijeta»             | «Весь біль світу»                     | боснійська             | 52   | 2     |
| 2 | Хорватія             | Put            | «Don't Ever Cry»              | «Ніколи не плач»                      | хорватська, англійська | 51   | 3     |
| 3 | Естонія              | Яніка Сілламаа | «Muretut meelt ja südametuld» | «Безтурботний розум і вогонь у серці» | естонська              | 47   | 5     |
| 4 | Угорщина             | Андреа Шулак   | «Árva reggel»                 | «Сирота вранці»                       | угорська               | 44   | 6     |
| 5 | Румунія              | Діда Дреґан    | «Nu pleca»                    | «Не йди»                              | румунська              | 38   | 7     |
| 6 | Словенія             | 1X Band        | «Tih deževen dan»             | «Тихий дощовий день»                  | словенська             | 54   | 1     |
| 7 | Словаччина           | Elán           | «Amnestia na neveru»          | «Амністія за зраду»                   | словацька              | 50   | 4     |

## Голосування
Для надання та отримання балів використовувалося голосування журі. Всі члени журі знаходилися в Словенії, так як у той час було неможливо покластися на телефонний зв'язок щоб надати бали від країни. Вони знаходились в тому ж місці, що й виконавці, і оголошували свої бали в прямому ефірі на камеру під час сегменту голосування. Кожен член журі присудив дванадцять балів своєму улюбленому запису, потім десять балів своєму другому фавориту та далі у зменшенні від восьми до п'яти для решти пісень, за винятком заявки з їхньої країни. Відповідні члени журі від кожної країни та детальний розподіл присуджених балів наведено в таблицях нижче.

### Члени журі
- Боснія і Герцеговина — Ісмета Дервоз-Крвавац
- Естонія — Юрій Макаров
- Румунія — Аврора Андронач
- Словаччина — Станіслав Бартович
- Словенія — Моймір Сепе
- Угорщина — Петер Вольф
- Хорватія — Ксенія Урлічіч

### Результати голосування
| Країна               | Місце | Бали                 | Бали     | Бали    | Бали     | Бали    | Бали     | Бали       | Бали    |
| Країна               | Місце | Боснія і Герцеговина | Хорватія | Естонія | Угорщина | Румунія | Словенія | Словаччина | Загалом |
| -------------------- | ----- | -------------------- | -------- | ------- | -------- | ------- | -------- | ---------- | ------- |
| Боснія і Герцеговина | 2     |                      | 5        | 8       | 10       | 10      | 7        | 12         | 52      |
| Хорватія             | 3     | 10                   |          | 6       | 12       | 7       | 8        | 8          | 51      |
| Естонія              | 5     | 6                    | 8        |         | 8        | 6       | 12       | 7          | 47      |
| Угорщина             | 6     | 7                    | 6        | 12      |          | 8       | 6        | 5          | 44      |
| Рмунія               | 7     | 5                    | 12       | 5       | 5        |         | 5        | 6          | 38      |
| Словенія             | 1     | 8                    | 7        | 10      | 7        | 12      |          | 10         | 54      |
| Словаччина           | 4     | 12                   | 10       | 7       | 6        | 5       | 10       |            | 50      |

## Трансляція
Конкурс транслювався через Мережу Євробачення, завдяки чому мовники-члени ЄМС могли транслювати конкурс. Вони мали змогу надіслати коментаторів для коментування конкурсу їхньою рідною мовою. Мовники всіх країн-конкурсанток, а також мовники Кіпру, Данії, Греції, Португалії та Іспанії транслювали подію аюо в прямому ефірі, або із затримкою. Відомі дані про трансляції в кожній країні наведені в таблиці нижче.
| Країна                                | Мовник                   | Канал                    | Коментатор(и)            |
| Країни-учасниці конкурсу              | Країни-учасниці конкурсу | Країни-учасниці конкурсу | Країни-учасниці конкурсу |
| ------------------------------------- | ------------------------ | ------------------------ | ------------------------ |
| Боснія і Герцеговина                  | RTVBiH                   | Невідомо                 | Невідомо                 |
| Естонія                               | ETV                      | ETV                      | Олаві Піхламягі          |
| Румунія                               | TVR                      | TVR 1                    | Невідомо                 |
| Словаччина                            | STV                      | STV2                     | Невідомо                 |
| Словенія                              | RTVSLO                   | SLO 1                    | Грегор Крайц             |
| Словенія                              | RTVSLO                   | Val 202                  | Невідомо                 |
| Угорщина                              | MTV                      | MTV1                     | Іштван Ваго              |
| Хорватія                              | HRT                      | HRT 1                    | Александер Костадінов    |
| Країни, що не брали участь у конкурсі |                          |                          |                          |
| Данія                                 | DR                       | DR TV                    | Невідомо                 |